# Discurso de odio en línea
El discurso de odio en línea es un tipo de discurso de odio que se lleva a cabo en línea, en las redes sociales o en Internet, con el propósito de atacar a una persona o un grupo sobre la base de atributos como raza, religión, origen étnico, orientación sexual, discapacidad o género.
El discurso de odio en línea se sitúa en la intersección de múltiples tensiones: es la expresión de conflictos entre diferentes grupos dentro y entre sociedades; es un ejemplo vívido de cómo las tecnologías con un potencial transformador como Internet traen consigo tanto oportunidades como desafíos; e implica un complejo equilibrio entre los derechos y principios fundamentales, incluida la libertad de expresión y la defensa de la dignidad humana.
El discurso de odio es un término amplio y controversial. Los tratados multilaterales como el Pacto Internacional de Derechos Civiles y Políticos han tratado de definir sus contornos. Se han iniciado procesos de gobernanza de múltiples partes interesadas para aportar mayor claridad y sugerir mecanismos para identificar mensajes de odio. Y, sin embargo, el discurso del odio sigue utilizándose en gran medida en el discurso cotidiano como un término genérico, mezclando amenazas concretas a la seguridad de individuos y grupos con casos en los que las personas pueden simplemente estar desahogando su ira contra la autoridad. Los intermediarios de Internet (organizaciones que median en la comunicación en línea como Facebook, Twitter y Google) han avanzado sus propias definiciones de discurso de odio que vinculan a los usuarios a un conjunto de reglas y permiten que las empresas limiten ciertas formas de expresión. Los organismos nacionales y regionales han tratado de promover una comprensión del término más arraigada en las tradiciones locales.

## Definiciones
El discurso de odio se encuentra en un nexo complejo con la libertad de expresión, los derechos individuales, de grupo y de las minorías, así como con los conceptos de dignidad, libertad e igualdad. Su definición se cuestiona a menudo.
En la legislación nacional e internacional, el discurso del odio se refiere a expresiones que abogan por la incitación al daño (en particular, la discriminación, la hostilidad o la violencia) basándose en la identificación del objetivo con un determinado grupo social o demográfico. Puede incluir, pero no se limita a, el discurso que defiende, amenaza o fomenta actos violentos. El concepto puede extenderse también a expresiones que fomenten un clima de prejuicio e intolerancia. 
En momentos críticos, como durante las elecciones, el concepto de discurso del odio puede ser propenso a la manipulación: las acusaciones de fomentar el discurso del odio pueden intercambiarse entre oponentes políticos o ser utilizadas por quienes están en el poder para frenar la disidencia y las críticas. El discurso del odio (ya sea transmitido a través de texto, imágenes o sonido) puede identificarse por aproximación a través de las funciones degradantes o deshumanizantes a las que sirve. 

### Características
La proliferación del discurso de odio en línea, observada por el relator especial del Consejo de Derechos Humanos de las Naciones Unidas sobre cuestiones de las minorías (CDH, 2015), plantea un nuevo conjunto de desafíos. Tanto las plataformas de redes sociales como las organizaciones creadas para combatir el discurso de odio han reconocido que los mensajes de odio difundidos en línea son cada vez más comunes y han suscitado una atención sin precedentes para desarrollar respuestas adecuadas. Según HateBase, una aplicación basada en la web que recopila instancias de discurso de odio en línea en todo el mundo, la mayoría de los casos de discurso de odio se dirigen a personas en función de su origen étnico y nacionalidad, pero las incitaciones al odio que se centran en la religión y la clase también han ido en aumento.
Si bien el discurso de odio en línea no es intrínsecamente diferente de expresiones similares que se encuentran fuera de línea, existen desafíos particulares para el contenido en línea y su regulación. Los desafíos relacionados con su permanencia, itinerancia, anonimato y carácter interjurisdiccional se encuentran entre los más complejos de abordar.
El discurso de odio puede permanecer en línea durante mucho tiempo en diferentes formatos en múltiples plataformas, que se pueden vincular repetidamente. Como ha señalado Andre Oboler, director ejecutivo del Online Hate Prevention Institute, "cuanto más tiempo esté disponible el contenido, más daño puede infligir a las víctimas y empoderar a los perpetradores. Si elimina el contenido en una etapa temprana, puede limitar la exposición. Esto es como limpiar la basura, no impide que la gente tire basura, pero si no te ocupas del problema, simplemente se acumula y se agrava aún más" Las conversaciones de Twitter organizadas en torno a temas de actualidad pueden facilitar la difusión rápida y amplia de mensajes de odio, pero también ofrecen la oportunidad para que los oradores influyentes eviten los mensajes y posiblemente acaben con los hilos populares que incitan a la violencia. Facebook, por el contrario, puede permitir que varios hilos continúen en paralelo y pasen desapercibidos; creando espacios más duraderos donde determinadas personas y grupos son ofendidos, ridiculizados y discriminados.
El discurso de odio en línea puede ser itinerante. Incluso cuando se elimina el contenido puede encontrar expresión en otro lugar, posiblemente en la misma plataforma con un nombre diferente o en diferentes espacios en línea. Si un sitio web se cierra, puede reabrirse rápidamente utilizando un servicio de alojamiento web con regulaciones menos estrictas o mediante la reasignación a un país con leyes que imponen un umbral más alto para el discurso de odio. La naturaleza itinerante del discurso del odio también significa que los pensamientos mal formulados que no habrían encontrado expresión y apoyo públicos en el pasado ahora pueden aterrizar en espacios donde pueden ser visibles para grandes audiencias. 
El anonimato también puede representar un desafío para lidiar con el discurso de odio en línea. "La Internet facilita el discurso anónimo y seudónimo, que puede acelerar el comportamiento destructivo con la misma facilidad que puede alimentar el discurso público".  Como ha dicho Drew Boyd, director de operaciones de The Sentinel Project, "Internet otorga a las personas la capacidad de decir cosas horribles porque creen que no serán descubiertas. Esto es lo que hace que el discurso de odio en línea sea tan único, porque las personas se sienten mucho más cómodas hablando de odio que en la vida real cuando tienen que lidiar con las consecuencias de lo que dicen ". Algunos gobiernos y plataformas de redes sociales han tratado de hacer cumplir las políticas de nombres reales. Estas medidas han sido profundamente cuestionadas porque afectan el derecho a la intimidad y su intersección con la libertad de expresión. La mayoría de los ataques de trolling y discursos de odio en línea provienen de cuentas seudónimas, que no son necesariamente anónimas para todos. Las comunicaciones en línea genuinamente anónimas son raras, ya que requieren que el usuario emplee medidas altamente técnicas para garantizar que no pueda ser fácilmente identificable.
Otra complicación es el alcance transnacional de Internet, que plantea problemas de cooperación entre jurisdicciones en lo que respecta a los mecanismos legales para combatir el discurso del odio. Si bien existen tratados de asistencia judicial recíproca en vigor en muchos países, estos son característicamente lentos para funcionar. El alcance transnacional de muchos intermediarios de Internet del sector privado puede proporcionar un canal más eficaz para resolver problemas en algunos casos, aunque estos organismos a menudo también se ven afectados por apelaciones de datos entre jurisdicciones (como revelar la identidad del autor de un contenido en particular. El enjuiciamiento estatal de la incitación al odio en línea puede resultar difícil cuando los países involucrados tienen diferentes compromisos y comprensión de qué es la incitación al odio. Esto es particularmente evidente en el contexto de los EE. UU., que albergan una gran parte de los servidores de Internet, además de tener un compromiso constitucional profundamente arraigado con la libertad de expresión.
A diferencia de la difusión del discurso del odio a través de canales convencionales, la difusión del discurso del odio en línea a menudo involucra a múltiples actores, ya sea a sabiendas o no. Cuando los perpetradores hacen uso de una plataforma social en línea para difundir su mensaje de odio, no solo lastiman a sus víctimas, sino que también pueden violar los términos de servicio en esa plataforma y, en ocasiones, incluso la ley estatal, según su ubicación. Las víctimas, por su parte, pueden sentirse indefensas ante el acoso en línea, sin saber a quién acudir en busca de ayuda. En los tipos de respuestas mapeados a lo largo del estudio, parece que la acción colectiva, generalmente llevada a cabo por organizaciones no gubernamentales y grupos de presión, ha sido un modus operandi efectivo para crear conciencia y alentar a diferentes partes interesadas a tomar medidas.

## Principios internacionales
El discurso de odio no se menciona explícitamente en muchos documentos y tratados internacionales de derechos humanos, pero algunos de los principios relacionados con la dignidad humana y la libertad de expresión lo invocan indirectamente. Por ejemplo, la Declaración Universal de Derechos Humanos (DUDH) de 1948, que fue redactada como respuesta a las atrocidades de la Segunda Guerra Mundial, contiene el derecho a igual protección ante la ley en el artículo 7, que proclama que: "Todos tienen derecho a la igualdad de protección contra cualquier discriminación en violación de esta Declaración y contra cualquier incitación a tal discriminación ". La DUDH también establece que toda persona tiene derecho a la libertad de expresión, que incluye "la libertad de opinar sin injerencias y de buscar, recibir y difundir información e ideas a través de cualquier medio y sin importar fronteras".
La DUDH fue decisiva al establecer un marco y una agenda para la protección de los derechos humanos, pero la Declaración no es vinculante . Posteriormente se ha creado una serie de documentos vinculantes para ofrecer una protección más sólida de la libertad de expresión y protección contra la discriminación. De esos documentos, el Pacto Internacional de Derechos Civiles y Políticos (PIDCP) es el más importante y completo al abordar el discurso de odio y contiene el derecho a la libertad de expresión en el artículo 19 y la prohibición de la defensa del odio que constituye una incitación a la discriminación. hostilidad o violencia en el artículo 20. Otros instrumentos jurídicos internacionales más adaptados contienen disposiciones que repercuten en la definición del discurso de odio y la identificación de las respuestas al mismo, tales como: la Convención para la Prevención y la Sanción del Delito de Genocidio (1951), la Convención Internacional para la Eliminación de Todas las formas de discriminación racial (1969) y, en menor medida, la Convención sobre la eliminación de todas las formas de discriminación contra la mujer (1981).

## Compañías privadas
Los intermediarios de Internet como las plataformas de redes sociales, los proveedores de servicios de Internet o los motores de búsqueda, estipulan en sus condiciones de servicio cómo pueden intervenir para permitir, restringir o canalizar la creación y el acceso a contenidos específicos. Una gran cantidad de interacciones en línea ocurren en plataformas de redes sociales que trascienden las jurisdicciones nacionales y cuyas plataformas también han desarrollado sus propias definiciones de discurso de odio y medidas para responder a él. Para un usuario que viola los términos de servicio, el contenido que ha publicado puede ser eliminado de la plataforma, o su acceso puede estar restringido para ser visto solo por una determinada categoría de usuarios (por ejemplo, usuarios que viven fuera de un país específico).
Los intermediarios de Internet han desarrollado definiciones dispares de discurso de odio y directrices para regularlo. Algunas empresas no utilizan el término discurso del odio, pero tienen una lista descriptiva de términos relacionados.

### Yahoo!
Yahoo! Los términos de servicio prohíben la publicación de "contenido que sea ilegal, dañino, amenazante, abusivo, acosador, tortuoso, difamatorio, vulgar, obsceno, calumnioso, invasivo de la privacidad de otra persona, odioso o objetable racial, étnicamente o de otro modo".

### Twitter
En diciembre de 2017, Twitter comenzó a aplicar nuevas políticas sobre el discurso de odio, prohibiendo múltiples cuentas y estableciendo nuevas pautas sobre lo que se permitirá en su plataforma. Hay una página completa en el Centro de ayuda de Twitter dedicada a describir su Política de conducta de odio, así como sus procedimientos de aplicación. La parte superior de esta página dice: “La libertad de expresión significa poco si se silencian las voces porque la gente tiene miedo de hablar. No toleramos un comportamiento que acose, intimide o use el miedo para silenciar la voz de otra persona. Si ves algo en Twitter que infringe estas reglas, infórmanos". La definición de Twitter de discurso de odio va desde "amenazas violentas" y "deseos de daño físico, muerte o enfermedad de individuos o grupos" hasta "insultos, epítetos, tropos racistas y sexistas repetidos o no consensuales, u otro contenido que degrade a alguien".
Los castigos por violaciones van desde suspender la capacidad de un usuario de tuitear hasta que elimine su publicación ofensiva/ odiosa hasta la eliminación de una cuenta por completo. En una declaración posterior a la implementación de sus nuevas políticas, representantes de Twitter sostuvieron que “en nuestros esfuerzos por ser más agresivos aquí, podemos cometer algunos errores y estamos trabajando en un sólido proceso de apelaciones”... "Evaluaremos e iteraremos sobre estos cambios en los próximos días y semanas, y lo mantendremos informado sobre el progreso a lo largo del camino". Estos cambios se producen en un momento en el que se están tomando medidas para prevenir la incitación al odio en todo el mundo, incluidas nuevas leyes en Europa que imponen multas a los sitios que no pueden abordar las denuncias de incitación al odio en un plazo de 24 horas.

### Youtube
YouTube, una subsidiaria de la compañía de tecnología Google, ha esbozado una clara "Política de discurso de odio" en medio de otras políticas de usuario en su sitio web. La política está redactada como tal: “Alentamos la libertad de expresión y tratamos de defender su derecho a expresar puntos de vista impopulares, pero no permitimos el discurso de odio. El discurso de odio se refiere al contenido que promueve la violencia o tiene el propósito principal de incitar al odio contra personas o grupos en función de ciertos atributos, como: raza u origen étnico, religión, discapacidad, género, edad, condición de veterano, orientación sexual/ identidad de género”. YouTube ha incorporado un sistema de informes de usuarios para contrarrestar la creciente tendencia del discurso de odio. Entre los elementos de disuasión más populares contra el discurso de odio, los usuarios pueden denunciar de forma anónima a otro usuario por contenido que consideran inapropiado. Luego, el contenido se revisa según la política de YouTube y las restricciones de edad.

### Facebook
Los términos de Facebook prohíben el contenido que sea dañino, amenazante o que tenga potencial para despertar el odio e incitar a la violencia. En sus estándares comunitarios, Facebook explica que "Facebook elimina el discurso de odio, que incluye contenido que ataca directamente a las personas en función de su: raza, etnia, origen nacional, afiliación religiosa, orientación sexual, sexo, género o identidad de género, o discapacidades o enfermedades graves". Afirma además que “Permitimos el humor, la sátira o los comentarios sociales relacionados con estos temas, y creemos que cuando las personas usan su identidad auténtica, son más responsables cuando comparten este tipo de comentarios. Por esa razón, pedimos a los propietarios de páginas que asocien su nombre y perfil de Facebook con cualquier contenido que sea insensible, incluso si ese contenido no viola nuestras políticas. Como siempre, instamos a las personas a que sean conscientes de su audiencia cuando compartan este tipo de contenido". 
Ha habido una controversia adicional debido a la especificidad de las políticas de discurso de odio de Facebook. En muchas ocasiones ha habido informes de actualizaciones de estado y comentarios que los usuarios sienten que son insensibles y transmiten odio. Sin embargo, estas publicaciones no infringen técnicamente ninguna política de Facebook porque su discurso no ataca a otros según la lista de clases protegidas de la empresa. Por ejemplo, la declaración "Las reporteras deportivas deben ser golpeadas en la cabeza con discos de hockey" no se consideraría un discurso de odio en la plataforma de Facebook y, por lo tanto, no se eliminaría. Si bien la empresa protege contra el odio basado en el género, no protege contra el odio basado en la ocupación.
Facebook también intenta adaptarse a los usuarios que promueven otro contenido de incitación al odio con la intención de criticarlo. En estos casos, los usuarios deben dejar claro que su intención es educar a los demás. Si esta intención no está clara, Facebook se reserva el derecho de censurar el contenido. Cuando Facebook marca inicialmente contenido que puede contener incitación al odio, luego lo designa en una escala de Nivel 1, 2 y 3, según la gravedad del contenido. El nivel 1 es el más severo y el nivel 3 es el menos. El nivel 1 incluye todo lo que transmita "discurso violento o apoyo por muerte/ enfermedad/ daño". El nivel 2 se clasifica como contenido que difama la imagen de otro usuario mental, física o moralmente. El Nivel 3 incluye cualquier cosa que pueda potencialmente excluir o discriminar a otros, o que utilice insultos sobre grupos protegidos, pero no necesariamente se aplica a argumentos para restringir la inmigración o críticas a las políticas de inmigración existentes.
En marzo de 2019, Facebook prohibió el contenido que apoyaba elnacionalismo blanco y el separatismo blanco, extendiendo una prohibición anterior del contenido de supremacía blanca. En mayo de 2019, anunció prohibiciones a varias personas prominentes por violar su prohibición del discurso de odio, incluidos Alex Jones, Louis Farrakhan, Milo Yiannopoulos, Laura Loomer y Paul Nehlen.
15.000 revisores de contenido hacían cumplir las políticas de discurso de odio de Facebook en 2020. La plataforma pasó de eliminar 9 millones de posteos a 22,5 millones en el segundo trimestre de 2020.

### Microsoft
Microsoft tiene reglas específicas sobre el discurso de odio para una variedad de sus aplicaciones. Su política para teléfonos móviles prohíbe las aplicaciones que "incluyan cualquier contenido que promueva la discriminación, el odio o la violencia por motivos de raza, origen étnico, nacionalidad, idioma, género, edad, discapacidad, religión, orientación sexual, condición de veterano o pertenencia a cualquier otro grupo social". La compañía también tiene reglas con respecto a los juegos en línea, que prohíben cualquier comunicación que sea indicativa de "discursos de odio, temas religiosos controvertidos y eventos actuales o históricos sensibles".

## Alfabetización mediática e informacional
La alfabetización mediática e informacional tiene como objetivo ayudar a las personas a participar en una sociedad digital al poder utilizar, comprender, investigar, crear, comunicarse y pensar críticamente; al mismo tiempo que puede acceder, organizar, analizar, evaluar y crear mensajes de manera eficaz en una variedad de formas.
La educación para la ciudadanía se centra en preparar a las personas para que sean ciudadanos informados y responsables mediante el estudio de los derechos, las libertades y las responsabilidades, y se ha utilizado de diversas formas en sociedades que emergen de conflictos violentos.  Uno de sus principales objetivos es concienciar sobre los derechos políticos, sociales y culturales de las personas y grupos, incluida la libertad de expresión y las responsabilidades e implicaciones sociales que de ella se derivan. La preocupación de la educación para la ciudadanía con el discurso del odio es doble: abarca el conocimiento y las habilidades para identificar el discurso del odio, y debería permitir a las personas contrarrestar los mensajes de odio. Uno de sus desafíos actuales es adaptar sus objetivos y estrategias al mundo digital, proporcionando no solo conocimientos y habilidades argumentativos sino también tecnológicos que un ciudadano puede necesitar para contrarrestar el discurso de odio en línea.
El propio concepto de alfabetización mediática e informacional sigue evolucionando, aumentado por la dinámica de Internet. Está comenzando a abarcar cuestiones de identidad, ética y derechos en el ciberespacio. Algunas de estas habilidades pueden ser particularmente importantes al identificar y responder al discurso de odio en línea.